# عادل اسکندرف
عادل اسکندرف (به ترکی آذربایجانی: Adil Rza bəy oğlu İsgəndərov) کارگردان تئاتر و فیلم و بازیگر سرشناس آذربایجانی و اولین هنرمند دارای جایزه هنرمند مردمی اتحاد جماهیر شوروی در منطقه ماورای قفقاز است.

## زندگی‌نامه
عادل اسکندرف در ۵ مه سال ۱۹۰۵ در شهر گنجه تولد یافت. وی در ابتدا در هنرستان تئاتر و بعداً در دانشکده دولتی حرفه تئاتر مسکو به تحصیل پرداخت. سپس دوره کارآزمایی کارگردانی را در تئاتر «بدایه» در مسکو پشت سر گذاشت.
وی در سال ۱۹۳۶ در تئاتر درام ملی آکادمی دولت آذربایجان شروع به کار نمود. وی بعداً تا سمت‌های کارگردان ارشد و رئیس این تئاتر پیشروی کرد و در طول ۲۵ سال فعالیتش روش و مکتب خود را به پدیدآورد. به همین دلیل، مردم آنگاه به این مرکز هنری «تئاتر عادل اسکندرف» نیز می‌گفتند.

## فعالیت
نمایش‌های ساخته شده به کارگردانی وی همچون «عقاب فولاد» (Polad qartal)، «پلاتن کرچت» (Platon Kreçet)، «حیات»، «واقف» و غیره… مورد استقبال پرشکوه عاشقان تئاتر واقع گردید. «واقف» در تاریخ تئاتر ملی جمهوری آذربایجان یکی از کامیاب‌ترین نمایش‌ها به حساب می‌آید. علاوه بر اینها، وی کارگردان چند نمایش دیگر نیز بوده‌است.
از اینکه این هنرمند نه تنها کارگردان مجرب، بلکه برگزارکننده‌ای باقریحه نیز بود، وی را به سمت تصدی استودیو فیلم «آذرفیلم» به نام «جعفر جبارلی» منصوب نمودند. عادل اسکندرف این وظیفه را فی‌مابین سال‌های ۱۹۶۶ تا ۱۹۷۴ عهده‌دار شد.
وی تا این انتصاب با صنعت فیلم آشنایی داشت. پس، نقش‌ها و همچنین نقش‌های اپیزودیک در چند فیلم ایفا نموده بود.
عادل اسکندرف در کارگردانی فیلم نیز فعالیت نمود. فقط یک فیلم به نام «احمد کجا ست؟» به کارگردانی وی ساخته شده‌است.

## مرگ
وی ۱۸ سپتامبر سال ۱۹۷۸، در سن ۶۸ سالگی، بر اثر سکته قلبی چشم به این دنیا فروبست.